# Василиса Андреевна Гольшанская
Василиса Андреевна Гольшанская, известная как Белуха (ум. до 25 августа 1484) — западнорусская княжна из рода Гольшанских.

## Биография
Василиса была старшей дочерью Андрея Гольшанского и Александры Друцкой, сестрой Софьи и Марии.
В 1421 году Владислав II Ягелло рассматривал возможность заключения брака с Василисой Андреевной, однако решил выбрать её младшую сестру — Софью. Вот как про это говорится в Хронике Быховца:

И, возвращаясь обратно, приехали в Друцк и были там на обеде у князя Семена Дмитриевича Друцкого. А у короля Ягайла умерла уже третья жена, не дав потомства; и увидел он у князя Семена двух его красивых племянниц, старшую из них звали Василиса по прозванию Белуха, а другую — София. И просил Ягайло Витовта, говоря ему так: «Было у меня уже три жены, две польки, а третья немка, а потомства они не оставили. А теперь прошу тебя, высватай мне в жены у князя Семена младшую племянницу Софию, она из рода русского и может быть бог даст мне потомство»
Согласно той же Хронике Быховца, Ягайло планировал жениться на Василисе, однако заметил у неё усики, что, по его мнению, говорило о её крепком здоровье, в то время как сам Ягайло был уже немолод и «не смел на неё покуситься». Поэтому король склонил свой выбор в пользу Софии. Видимо, имевший право решать Семён Дмитриевич имел возражения, так как по обычаю считалось позором для старшей сестры выйти замуж позже младшей. Выход был найден в том, чтобы женить на Василисе находящегося тут же племянника Ягайло Ивана Владимировича Бельского.
Таким образом, Великий князь литовский Витовт, договорившись с дядей сестер Гольшанских — Семёном Дмитриевичем Друцким, выдал её в 1422 году за Ивана Владимировича (ум. после 1446), князя бельского (1420—1435), новгородского (1445—1446) из династии Гедиминовичей, сына киевского князя Владимира Ольгердовича.
Потомки от этого брака стали продолжателями княжеского рода Бельских.
В 1432 году Василиса Андреевна вместе с детьми и двором была пленена князем Литовским Свидригайлом после овладения им Бобруйска.
От брака Василисы с Иваном Бельским родились 8 детей:
- Иван,
- Януш,
- Фёдор,
- Семён,
- Анна, жена князя Цешинскогo Болеслава II,
- Агнешка, жена киевского воеводы Ивана Ходкевичa,
- дочь (имя неизвестно), жена князя Ивана Васильевича Острожского,
- дочь (имя неизвестно), жена князя Дмитрия Федоровича Одинцевича.

Иногда в литературе встречается упоминание о том, что после смерти Ивана Владимировича Бельского она вышла замуж на городенковского князя Михаила Семеновича.